# Samaw'al ibn 'Adiya'
Samawʾal ibn ʿĀdiyā (in arabo السموأل بن عادياء‎?; in ebraico שמואל בן עדיה‎?; Hijaz, VI secolo – VI secolo) è stato un poeta arabo ebraizzato e un guerriero stimato dagli Arabi per la sua lealtà, oltre che per la sua poesia.
Visse nella prima metà del VI secolo. Il suo clan si convertì all'Ebraismo quando viveva ancora in Yemen, dal quale si mosse per trasferirsi nell'Arabia settentrionale, dove al-Samawʾal nacque e visse.

## Gioventù
Sua madre apparteneva alla stirpe regale dei Ghassanidi, mentre suo padre, che faceva parte del clan dei Banū Alrayān, discendeva dalla tribù qahtanide dei B. Ḥārith b. Kaʿb. Prima di spostarsi dallo Yemen, il suo clan apparteneva alla stirpe regale di Najrān che, in un certo periodo della sua storia, ebbe il controllo dello Yemen, prima che alcuni appartenenti ad esso - incluso il padre del poeta - si convertissero al Giudaismo e si spostassero nell'Arabia settentrionale.
Al-Samawʾal era proprietario di un castello presso Taymāʾ (otto ore a Nord di Yathrib), costruito da suo nonno ʿĀdiyāʾ, chiamato al-Ablaq a causa del suo essere "variopinto". Era su una collina ed era una tappa per molti viaggiatori che si recavano o tornavano dalla Siria.

## Fedeltà
Più che per i suoi apprezzati poemi — di cui solo nove sono sopravvissuti, per complessivi 889 versi, raccolti poi da Nifṭawayh — al-Samawʾal è famoso per le sue relazioni col principe-poeta Imruʾ al-Qays, che ebbe come lui il soprannome (laqab) di "leale", originando l'adagio arabo "più leale di al-Samawʾal" (Awfà min al-Samawʾali). Il motivo di questa nomea derivò dal fatto che Imruʾ al-Qays, abbandonato dai suoi seguaci nella sua guerra contro i Banu Asad per vendicare la morte del padre Ḥujr, ultimo re della confederazione beduina dei Kinda, e tallonato dal sovrano lakhmide al-Nu'man ibn al-Mundhir ibn Ma' al-Sama', girovagò di tribù in tribù cercando protezione e aiuto per realizzare la propria vendetta e recuperare la sua eredità materiale e morale.
Quando Imruʾ al-Qays giunse tra i Banu Fazara, il loro sayyid gli consigliò di rivolgersi ad al-Samawʾāl ibn ʿĀdiyāʾ nel suo castello di al-Ablaq, dicendogli che sebbene egli si fosse recato in visita dall'Imperatore bizantino e dal re lakhmide di al-Hira, egli non aveva mai trovato un posto più sicuro di quel castello per ogni sua necessità, né conosciuto mai un protettore più valido di al-Samawʾal. Imruʾ al-Qays, che era accompagnato dalla figlia Hind e da suo cugino e che aveva con sé cinque preziose corazze di maglia di ferro appartenute alla sua famiglia, e altre armi ancora, si recò immediatamente al castello e lungo la via compose con la sua guida un poema in lode del loro probabile ospite. Al-Samawʾal ricevette affabilmente l'altro poeta dei Kinda, eresse una tenda di pelle per Hind e accolse gli uomini nella sua stessa casa.
Dopo esservisi intrattenuti "per tutto il tempo che Dio volle", Imruʾ al-Qays, desiderando assicurarsi il sostegno dell'Imperatore bizantino Giustiniano I, chiese ad al-Samawʾal di scrivere una missiva per lui da consegnare al principe ghassanide al-Harith ibn Abi Shamir, che avrebbe potuto agevolarlo nel suo viaggio alla volta di Bisanzio, di cui i Ghassanidi erano alleati. Il kindita quindi partì, affidando Hind, suo cugino e le armi alla custodia di al-Samawʾal, per non tornare mai più a reclamarle. Secondo la tradizione araba, mentre era in viaggio verso Costantinopoli, Imruʾ al-Qays fu infatti avvelenato per ordine di Giustiniano, che aveva prestato fede alle calunnie rivolte contro il poeta dai suoi nemici.
Dopo la partenza di Imruʾ al-Qays, il principe lakhmide al-Mundhir — non si sa se a conoscenza o meno della morte di Imruʾ al-Qays — spedì al-Ḥārith b. Jabala da al-Samawʾal, ingiungendogli di consegnargli le armi in sua custodia. Al-Samawʾal si rifiutò e al-Ḥārith pose senza successo l'assedio ad al-Ablaq. Un giorno, tuttavia, al-Ḥārith catturò il figlio di al-Samawʾal che, secondo la tradizione presente nel Kitab al-Aghani, stava tornando dalla caccia. Al-Ḥārith gridò allor,a da sotto le mura del castello, al suo proprietario di scegliere tra i beni a lui affidati e la vita di suo figlio. Al-Samawʾal rispose che suo figlio aveva dei fratelli, mentre il proprio onore una volta perduto non sarebbe mai più stato recuperato. Al-Ḥārith fece allora tagliare la testa al giovane sotto gli occhi dello sfortunato genitore, quindi si allontanò da quei luoghi, senza aver potuto realizzare il suo incarico, capendo che nulla avrebbe potuto fare per convincere il poeta. L'episodio (ritenuto spurio da Werner Caskel) ha dato origine a numerose varianti, sostanzialmente però concordi nell'esaltare le virtù di virile lealtà del poeta ebraizzato.
Una descrizione del castello di al-Ablaq è fornita dal poeta al-A'sha, che però fa confusione tra esso e il Tempio di Salomone. Si afferma che al-A'sha fosse, in una data circostanza, catturato assieme ad altri Arabi e recluso nel castello di Tayma, a quel tempo di proprietà del figlio di al-Samawʾal, Shurayh ibn Samaw'al, senza che questi sapesse che al-A'sha si trovava nel gruppo dei prigionieri. Quando capì che Shurayh era a portata di udito, il poeta prigioniero prese a recitare un poema in cui si esortava il figlio a imitare la nobiltà d'animo paterna. Shurayh lo fece allora rilasciare e ne consentì il ritorno tra i suoi, donandogli un dromedario per muoversi. Varrà la pena ricordare che anche Shurayh, suo fratello Jarid e il nipote di al-Samawʾal, Saʿba erano poeti.